# Vasilij Ivanovič Nemirovič-Dančenko
Vasilij Ivanovič Nemirovič-Dančenko (in russo Васи́лий Ива́нович Немиро́вич-Да́нченко?; Tbilisi, 23 dicembre 1848 – Praga, 18 settembre 1936) è stato uno scrittore, poeta e giornalista russo.

## Biografia

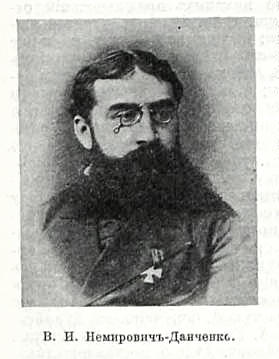
Nemirovič-Dančenko prima del 1914

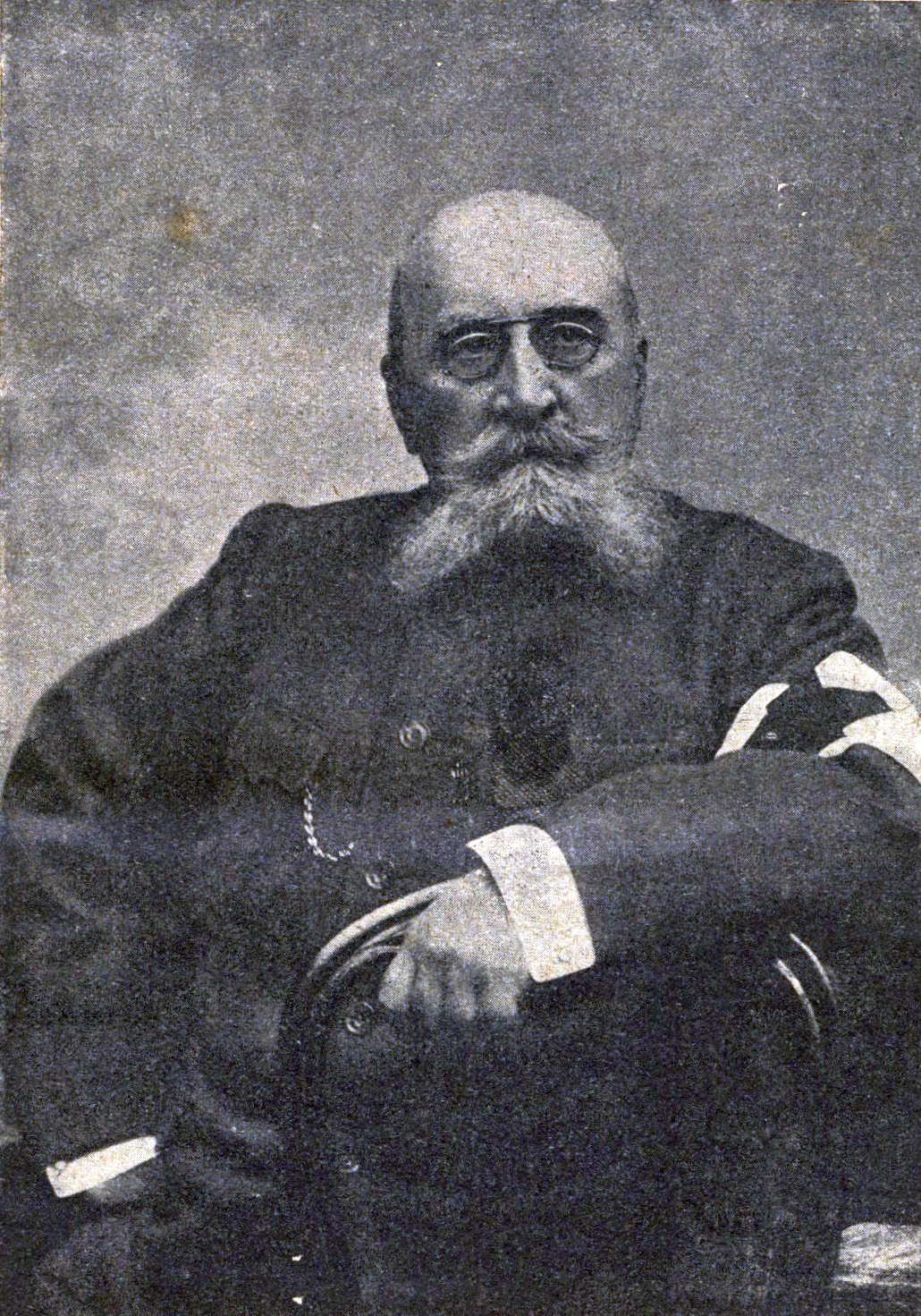
Nemirovič-Dančenko nel 1915

Vasilij Ivanovič Nemirovič-Dančenko nacque a Tbilisi il 23 dicembre 1848, figlio di un ufficiale ucraino e di una madre armena.
Sin dalla prima infanzia, insieme ai fratelli, si appassionò al teatro.
Come scrittore, si dedicò con successo sia ai romanzi sia alla letteratura di viaggio, frutto dei suoi soggiorni in Oriente, Occidente e Africa.
Si occupò di giornalismo, impegnandosi come corrispondente di guerra e collaboratore di Russkoe slovo: sin da giovane seguì, assieme al padre militare, la guerra nel Daghestan, da dove scrisse articoli per i giornali, raccolti nel libro Un anno di guerra, tradotto in numerose lingue e che gli diedero una grande notorietà, a cui seguirono schizzi di carattere etnografico, eseguiti sulle rive del Mar Bianco, dedicati alla vita dell'Oblast' di Murmansk e della Lapponia, e corrispondenze durante la Guerra russo-turca (1877-1878), dalla Manciuria durante la Guerra russo-giapponese (1904-1905) e durante la prima guerra mondiale.
Successivamente viaggiò in Grecia, Turchia, Bulgaria, Serbia, Romania, Spagna, Marocco, Italia, Algeria, Paesi Bassi, Germania, ecc.; tra i suoi articoli per Russkoe slovo si ricorda Una leggenda su Goldoni (Legenda o Gol'doni), pubblicato il 5 febbraio 1914 e legato a un suo viaggio a Venezia.
In Italia diventò popolare già dalla fine del XIX secolo, grazie allo scrittore veneziano Marco Antonio Canini, che nel 1884 tradusse e diede alle stampe una sua raccolta di poesie e l'anno seguente inserì alcuni suoi versi nel volume Il libro dell'amore.
Nel 1919 venne pubblicato il romanzo La razza di Caino (Kainovo plemja v naši dni), tradotto da Federigo Verdinois. In Russia, due anni prima, quest'opera fu adattata per il cinema, con la realizzazione del film I re della borsa (Cari birži), per la regia di Sigizmund Veselovskij e Nikolaj Arbatov.
Nemirovič-Dančenko si trasferì a Praga nel 1921, anno in cui in Italia venne pubblicato il volume Nidi di falchi, incentrato sulle avventure ambientate nelle regioni caucasiche.
Negli Anni trenta Nemirovič-Dančenko spesso venne confuso con il fratello scrittore e regista Vladimir, come nella recensione della rivista Scenario del maggio 1936.
In questi ultimi anni di vita dello scrittore si può ricordare il romanzo teatrale Il grande vecchio (Velikij starik, 1934), ambientato in Russia ai tempi 
delle tournée effettuate dagli artisti italiani tra la fine del XIX secolo e l'inizio del XX secolo, i cui protagonisti sono l'attore Carlo Bresciani, il figlio Ettore, e il loro rapporto affettivo e professionale.
Generalmente i suoi romanzi si ispirarono alle sue esperienze di testimone di guerre e di corrispondente, oltre che alla focalizzazione della vita popolare e borghese russa, della quale Nemirovič-Dančenko descrisse usi e costumi; le sue opere ebbero al loro tempo un grande successo di pubblico e un po' meno di critica.
Si ricordano, tra gli altri: Le quinte (Kulisy), I re della borsa (Cari birži), La felicità rubata (Kradenoe sčast'e), Sulla via della felicità (Na punti k sčast'ju), Avanti (1883), La confessione della donna (1892), Gli eterni miraggi (1897) e Su diverse strade (1914-1915) e il volume delle memorie Ai cimiteri (1921).
Nemirovič-Dančenko morì a Praga il 18 settembre 1936.

## Opere
- Avanti (1883);
- La confessione della donna (1892);
- Gli eterni miraggi (1897);
- Un anno di guerra;
- Su diverse strade (1914-1915);
- La razza di Caino (Kainovo plemja v naši dni, 1919);
- Nidi di falchi (1921);
- Ai cimiteri (1921);
- Il grande vecchio (Velikij starik, 1934);
- Le quinte (Kulisy);
- I re della borsa (Cari birži);
- La felicità rubata (Kradenoe sčast'e);
- Sulla via della felicità (Na punti k sčast'ju).